# Gimpel
Gimpel je nejvyšší vrchol vápencové horské skupiny Tannheimer Berge, která se nachází na severovýchodě Algavských Alp. Výrazná hora má nadmořskou výšku 2173 m. Její jméno není odvozeno od novodobého německého pojmu pro ptáka drozda, ale komplikovaně odkazuje na horské údolí pod jižními stěnami, které neslo keltské označení 'comba'.

## Okolí
Pod jižní stěnou se nachází hluboké vysokohorské údolí Gimpelkar s občasným plesem. Od vrcholu Rote Flüh ho odděluje sedlo Judenscharte na jihozápadě a od skalního hřebene Schäfer ho odděluje sedélko Zwerchenscharte na východě.

## Horské chaty
- Tannheimer Hütte (DAV) nad Nesselwängle (v roce 2022 se rekonstruuje)
- Gimpelhaus (rodina Guem) nad Nesselwängle
- Otto-Mayr-Hütte (DAV) a Füssener Hütte (soukromá) nad Musau
- Schneetalalm (obec Weissenbach) nad Höfen

## Horolezectví
Na Gimpel vede Normální cesta, horolezecké obtížnosti 2 UIAA jižní stěnou nejprve po předskalí (Gimpel Vorbau) a na závěr po východním hřebenu. Slouží také horolezcům pro sestup z obtížných túr v jižní, jihovýchodní a severní stěně a také samostatné předskalí. Cesty jsou velmi bezpečně jištěny lepenými skobami, což činí zdejší lezení populárním především mezi rakouskými a německými lezci.
Jeskyní systém Gimpellabyrinth v jižní stěně byl objeven roku 1990. Speleologický průzkum vedl Toni Freudig.